# Chakeri
Chakeri é uma vila no distrito de Kanpur Nagar, no estado indiano de Uttar Pradesh.

## Demografia
Segundo o censo de 2001, Chakeri tinha uma população de 8580 habitantes. Os indivíduos do sexo masculino constituem 55% da população e os do sexo feminino 45%. Chakeri tem uma taxa de literacia de 84%, superior à média nacional de 59.5%; a literacia no sexo masculino é de 85% e no sexo feminino é de 82%. 13% da população está abaixo dos 6 anos de idade.